# Нецбах
Нецбах (нім. Netzbach) — громада в Німеччині, розташована в землі Рейнланд-Пфальц. Входить до складу району Рейн-Лан. Складова частина об'єднання громад Ганштеттен.
Площа — 3,40 км2. Населення становить 354 ос. (станом на 31 грудня 2020).